# ريتشارد كانديدو كويلهو
ريتشارد كانديدو كويلهو (بالبرتغالية: Richard Candido Coelho‏) (18 فبراير 1994 بكامبيناس في البرازيل - ) هو لاعب كرة قدم برازيلي في مركز الوسط.

## روابط خارجية
- ريتشارد كانديدو كويلهو على موقع قاعدة بيانات كرة القدم.إي يو (الإنجليزية)
- ريتشارد كانديدو كويلهو على موقع Soccerway.com (الإنجليزية)